# Seraing Athlétisme
 (janvier 2022).
Si vous disposez d'ouvrages ou d'articles de référence ou si vous connaissez des sites web de qualité traitant du thème abordé ici, merci de compléter l'article en donnant les références utiles à sa vérifiabilité et en les liant à la section « Notes et références ».
Dernière mise à jour : 30 juin 2015.
Seraing Athlétisme est un club d'athlétisme basé à Seraing.

## Histoire
Le club voit le jour en ?, il fut tout d'abord la section athlétisme du Royal Football Club Seraing mais se sépara lors de l’absorption de la section football part le Standard de Liège en 1996 et prend le nom de Seraing Athlétisme.